# Short Peace
Short Peace (ショート・ピース?, Shōto Pīsu) è un progetto multimediale composto da un film d'animazione giapponese del 2013 formato da 4 episodi e prodotto da Sunrise e Shochiku, e da un videogioco realizzato da Crispy's Inc. e Grasshopper Manufacture.
Nei cinema giapponesi il film è stato proiettato dal 20 luglio 2013. Il videogioco è stato pubblicato in Giappone il 16 gennaio 2014, mentre in Europa e America settentrionale in aprile.
Il cortometraggio con cui inizia il film è di Kōji Morimoto.
Il titolo riprende un lavoro di Otomo del 1979, Short Piece.

## Episodi

### Possessions
(九十九?, Tsukumo)
Un viaggiatore trova riparo in un santuario che scopre essere posseduto da strani spiriti.

### Combustible
(火要鎮?, Hi-no-youjin)
Scritto e diretto da Katsuhiro Otomo, character design e visual concept di Hidekazu Ohara, musiche di Makoto Kubot.
Una storia d'amore e onore durante l'incendio nella città di Edo nel 1657.

### Gambo
Un orso bianco difende gli abitanti di un villaggio dagli attacchi di un oni nell'epoca Sengoku.

### A Farewell to Weapons
(武器よさらば?, Buki yo Saraba)
Storia originale di Katsuhiro Otomo, character design di Tatsuyuki Tanaka
Una squadra di soldati tenta l'attacco a un robot tank in una Tokyo post-apocalittica.

## Videogioco
Ranko Tsukigime's Longest Day (ショートピース 月極蘭子のいちばん長い日?, Short Peace: Tsukigime Ranko no Ichiban Nagai Hi) è un videogioco a scorrimento orizzontale diretto da Yohei Kataoka e distribuito da Bandai Namco Games per PlayStation 3. La protagonista è un'eroina che deve fuggire da spiriti che la inseguono. In Short Peace vengono mostrate varie epoche tranne l'epoca moderna, per questo il team ha scelto il videogioco.

## Riconoscimenti
- Nel 2012 Combustible vince i premi Japan Media Arts Festival[4] e Ōfuji Noburō Award al Mainichi Film Awards[5].
- Nel 2014 Possessions è stato candidato per l'Oscar al miglior cortometraggio d'animazione.[6]